# Chiasmodon
Chiasmodon is een geslacht van straalvinnige vissen uit de familie van chiasmodontiden (Chiasmodontidae). Het geslacht is voor het eerst wetenschappelijk beschreven in 1864 door Johnson.

## Soorten
De volgende soorten zijn bij het geslacht ingedeeld:
- Chiasmodon asper Melo, 2009
- Chiasmodon bolangeri Osório, 1909
- Chiasmodon braueri Weber, 1913
- Chiasmodon harteli Melo, 2009
- Chiasmodon lavenbergi Prokofiev, 2008
- Chiasmodon niger Johnson, 1864 – Zwarte veelvraat
- Chiasmodon subniger Garman, 1899